# Lucien LaCoste
Pour les articles homonymes, voir Lacoste.
Vous pouvez aider à l'améliorer ou bien discuter des problèmes sur sa page de discussion.
- Il ne cite pas suffisamment ses sources. Vous pouvez indiquer les passages à sourcer avec {{référence nécessaire}} ou {{Référence souhaitée}}, et inclure les références utiles en les liant aux notes de bas de page. (Marqué depuis juillet 2021)
- Il est orphelin : moins de trois articles lui sont liés. Aidez à ajouter des liens en plaçant le code [[Lucien LaCoste]] dans les articles relatifs au sujet. (Marqué depuis avril 2019)

- Archive Wikiwix
- Bing
- Cairn
- DuckDuckGo
- E. Universalis
- Gallica
- Google
- G. Books
- G. News
- G. Scholar
- Persée
- Qwant
- (zh) Baidu
- (ru) Yandex
- (wd) trouver des œuvres sur Wikidata

Lucien LaCoste (1908-1995) est un physicien et métrologue américain. Il est le co-inventeur du gravimètre moderne, et a inventé le ressort à longueur nulle et les gravimètres montés sur véhicule. Il a également été cofondateur de LaCoste Romberg, une entreprise de vente d'instruments gravimétriques,.

## Biographie
LaCoste découvre le ressort de longueur nulle en 1932 en travaillant sur un devoir dans le cours de premier cycle en physique d'Arnold Romberg. Un ressort de longueur nulle est un ressort fait de telle sorte que la force qu'il exerce est proportionnelle à sa longueur et non à la distance sur laquelle il est comprimé. C'est-à-dire que, sur au moins une partie de son trajet, il n'obéit pas à la loi de Hooke sur la compression des ressorts.
Le ressort de longueur nulle est extrêmement important pour les sismomètres et les gravimètres, car il permet la conception de pendules verticaux ayant des périodes (théoriquement) infinies. En pratique, des périodes de mille secondes sont possibles, une amélioration d'un facteur cent par rapport aux autres formes de pendule.
Pendant une courte période commençant en 1932, le principe de fonctionnement de ces appareils a été révolutionné, rendant obsolètes les précédents.
Durant cette période, LaCoste et son professeur de physique Arnold Romberg ont inventé les premiers sismographes et gravimètres modernes, utilisant des ressorts de longueur à vide nulle en acier et en quartz, respectivement. En tant qu'étudiant diplômé, LaCoste a décidé de créer une entreprise avec Romberg, vendant des gravimètres de pointe aux sociétés d'exploration pétrolière.
L’invention la plus célèbre de LaCoste est le gravimètre embarqué sur bateau ou avion. Ces gravimètres ont révolutionné l'exploration des minéraux en permettant des études géologiques de grande envergure. Le principal problème que LaCoste a résolu était de distinguer les accélérations des véhicules des accélérations dues à la gravité et de mesurer les changements infimes de gravité. Étant donné que les accélérations du véhicule sont typiquement des centaines à des milliers de fois plus fortes que les changements mesurés, cette invention était considérée comme impossible jusqu'à ce que LaCoste ne la crée.